# Tomasz Szatkowski
Tomasz Szatkowski (ur. 10 maja 1978 w Słupsku) – polski prawnik. W 2009 p.o. prezesa Telewizji Polskiej, w latach 2015–2019 podsekretarz stanu w Ministerstwie Obrony Narodowej. Od 2019 do 2024 ambasador RP przy Organizacji Traktatu Północnoatlantyckiego (NATO), w latach 2024–2025 doradca społeczny Prezydenta RP.

## Życiorys

### Wykształcenie
Jest absolwentem II Liceum im Stefana Batorego w Warszawie, Wydziału Prawa i Administracji i Podyplomowego Studium Bezpieczeństwa Narodowego w Instytucie Stosunków Międzynarodowych Uniwersytetu Warszawskiego. Ukończył także (Master of Arts in War Studies) wydział studiów wojennych (Department of War Studies) – w King’s College London, gdzie studiował politykę wywiadowczą. Odbył także kursy z zakresu doskonalenia oficerów sztabowych (Naval Postgraduate School w Monterey), a także programowania polityki obronnej i zarządzania strategicznego (Akademia Obrony Zjednoczonego Królestwa w Shrivenham). W czasie studiów zaangażował się w działalność Korporacji Akademickiej Respublica; obecnie  jest filistrem tej Korporacji. W latach 2004–2005 był laureatem stypendium brytyjskiego MSZ i Ministerstwa Obrony (Chevening Scholarship). Na zaproszenie Departamentu Stanu USA odbył program stypendialny. W 2013 został także Asmus Policy Entrepreneurship Fellow w German Marshall Fund of the United States.

### Kariera zawodowa i polityczna
W latach 2006–2008 zasiadał w Radzie Nadzorczej, a w 2007 był wiceprezesem Bumaru. Był także szefem sekretariatu wicepremiera Przemysława Gosiewskiego i doradcą koordynatora ds. służb specjalnych w rządzie PiS Zbigniewa Wassermanna. Zasiadał również w Komisji weryfikacyjnej WSI.
Od 3 listopada 2009 do 18 grudnia 2009 pełnił obowiązki prezesa TVP.
W latach 2009–2012 był doradcą w komisji prawnej, ds. obronności w Parlamencie Europejskim. W latach 2009–2011 wchodził w skład rady nadzorczej TVP.
Od 2013 jest członkiem Rady, oraz Prezesem Zarządu Fundacji Narodowe Centrum Studiów Strategicznych – ośrodka analitycznego powołanego do prowadzenia badań i analiz w dziedzinie bezpieczeństwa Polski. W tej roli był panelistą na międzynarodowych konferencjach poświęconych bezpieczeństwu i obronności oraz publikował analizy poświęcone polityce i współpracy obronnej, polityce wywiadowczej, przemysłowi zbrojeniowemu oraz cyberbezpieczeństwu, zarówno w Polsce, jak i za granicą.
W październiku 2015 został członkiem Narodowej Rady Rozwoju, powołanej przez prezydenta Andrzeja Dudę.
17 listopada 2015 został powołany na stanowisko podsekretarza stanu w MON. Urzędowanie zakończył 18 lipca 2019, aby 23 lipca tego samego roku objąć stanowisko ambasadora RP przy NATO. Zakończył pełnienie funkcji 31 maja 2024, formalnie odwołany został w kwietniu 2025. 
1 lipca 2024 został doradcą społecznym prezydenta. 5 sierpnia 2025 zakończył pełnienie tej funkcji.

### Pozostałe informacje
W młodości regularnie występował jako statysta. Po raz pierwszy zagrał w Wielkim Tygodniu Andrzeja Wajdy. Pojawiał się także w Panu Tadeuszu, Ekstradycji, Ogniem i mieczem.
W 2008 odbył pieszą pielgrzymkę z Pirenejów do Santiago de Compostela (400 km).

## Odznaczenia
- Krzyż Zasługi III klasy MSZ (Estonia, 2022)[20]